# Taffelklaver
Et taffelklaver er et pianoforte, hvis strenge er arrangeret diagonalt i en kasse, der enten kan være rektangulær eller karnisformet. Modsat et flygel, hvis strenge og hamre ligger på linje, anslår hamrene i et taffelklaver strengene i en skrå vinkel.
Denne type klaverer blev fra ca. 1850 byggede på fabrikker med støbejernsrammer. Det holdt stemningen længere og blev et billigt og pålideligt alternativ til det dyre flygel.
I 1800-tallets romantiske biedermeier-periode med den danske guldalder var taffelklaveret mest udbredt; dets beskedne proportioner passede til tidens boliger. Personer som Franz Schubert, Clara Schumann, Robert Schumann, Richard Wagner og Franz Liszt spillede på dette tidspunkt i salonerne og komponerede på taffelklaverer.
Da det opretstående masseproducerede klaver holdt sit indtog ca. 1840, udkonkurrerede det taffelklaveret. I Europa ophørte produktionen ca. 1870, mens den i USA fortsatte frem til ca. 1900.
Det sidste danske taffelklaver blev fremstillet af Hornung & Møller i 1880.